# Maestro dei dodici apostoli
Pour les articles homonymes, voir Apostoli.
Le Maestro dei dodici apostoli  (Maître des Douze Apôtres), 
(Ferrare, v. 1520 - v. 1575) est un peintre italien anonyme du XVIe siècle, actif à Ferrare et Rovigo de 1530 à 1542. 

## Biographie
Maestro dei dodici apostoli  est le nom donné à un peintre actif au début du XVIe siècle à qui l'on attribue à partir d'un profil stylistique et d'éléments communs ou similaires, certaines œuvres restées anonymes.
L'epithète  dei dodici apostoli  provient d'une serie de tableaux des douze apôtres dont on ne connaît pas l'auteur et qui sert de base pour les attributions successives.

## Œuvres
- Jacob et Rachel au puits, huile sur toile de 98,5 cm × 137,5 cm, Fondation Cassa di Risparmio de Ferrare[1]

Pinacothèque de Ferrare :
- Vierge à l'Enfant trônant avec saint Roch et saint Antoine abbé (1530), huile sur panneau de 242 cm × 134 cm.
- Pentecôte (1539), huile sur panneau de 62 cm × 50 cm (élément d'ensemble)
- Résurrection du Christ (1539), huile sur panneau de 62 cm × 50 cm (élément d'ensemble)
- San Bartolomeo (v. 1532), huile sur panneau  de 54 cm × 34 cm.
- Sant'Andrea Apostolo
- San Tommaso
- San Simone
- San Pietro
- San Giuda Taddeo
- San Giovanni Evangelista,
- San Giacomo Minore
- San Giacomo Maggiore
- San Filippo

## Sources
- x